# Mylothris
Mylothris, hay Dotted Borders, là một chi bướm ngày thuộc họ Pieridae được tìm thấy ở Africa.

## Các loài
Các loài được liệt kê theo vần trong các nhóm.
Nhóm loài chloris:
- Mylothris agathina (Cramer, [1779]) – Eastern Dotted Border or Common Dotted Border
- Mylothris arabicus Gabriel, 1954
- Mylothris asphodelus Butler, 1888
- Mylothris chloris (Fabricius, 1775) – Western Dotted Border or Common Dotted Border
- Mylothris continua Aurivillius, 1910
- Mylothris poppea (Cramer, [1777])
- Mylothris rhodope (Fabricius, 1775) – Tropical Dotted Border or Rhodope

Nhóm loài trimenia:
- Mylothris croceus Butler, 1896
- Mylothris smithii (Mabille, 1879)
- Mylothris splendens Le Cerf, 1927
- Mylothris trimenia Butler, 1869 – Trimen's Dotted Border

Nhóm loài sagala:
- Mylothris jacksoni Sharpe, 1891 – Jackson's Dotted Border
- Mylothris sagala Grose-Smith, 1886 – Dusky Dotted Border

Nhóm loài bernice:
- Mylothris bernice (Hewitson, [1866])
- Mylothris carcassoni van Son, 1948

Không phân nhóm:
- Mylothris aburi Larsen & Collins, 2003
- Mylothris alberici Dufrane, 1940
- Mylothris alcuana Grünberg, 1910
- Mylothris atewa Berger, 1980 – Atewa Dotted Border
- Mylothris basalis Aurivillius, 1906
- Mylothris celisi Berger, 1981
- Mylothris citrina Aurivillius, 1898
- Mylothris crawshayi Butler, 1896
- Mylothris dimidiata Aurivillius, 1898
- Mylothris ducarmei Hecq, 2001
- Mylothris elodina Talbot, 1944
- Mylothris erlangeri Pagenstecher, 1902
- Mylothris ertli Suffert, 1904
- Mylothris eximia Hecq, 2005
- Mylothris flaviana Grose-Smith, 1898
- Mylothris hilara (Karsch, 1892)
- Mylothris humbloti (Oberthür, 1888)
- Mylothris jaopura Karsch, 1893
- Mylothris kahusiana Hecq, 2001
- Mylothris kiellandi Berger, 1985
- Mylothris kilimensis Kielland, 1990
- Mylothris kiwuensis Grünberg, 1910
- Mylothris knoopi Hecq, 2005
- Mylothris leonora Krüger, 1928
- Mylothris lucens Hecq, 2005
- Mylothris mafuga Berger, 1981
- Mylothris mavunda Hancock & Heath, 1985
- Mylothris mortoni Blachier, 1912
- Mylothris ngaziya Oberthür, 1888
- Mylothris nubila (Möschler, 1884)
- Mylothris ochracea Aurivillius, 1895
- Mylothris ochrea Berger, 1981
- Mylothris phileris (Boisduval, 1833)
- Mylothris pluviata Berger, 1980
- Mylothris polychroma Berger, 1981
- Mylothris primulina Butler, 1897
- Mylothris rembina (Plötz, 1880)
- Mylothris rubricosta Mabille, 1890
- Mylothris rueppellii (Koch, 1865) – Rüppell's Dotted Border or Twin Dotted Border
- Mylothris schoutedeni Berger, 1952
- Mylothris schumanni Suffert, 1904
- Mylothris similis Lathy, 1906
- Mylothris sjostedti Aurivillius, 1895
- Mylothris spica (Möschler, 1884)
- Mylothris subsolana Hecq, 2001
- Mylothris sulphurea Aurivillius, 1895
- Mylothris superbus Kielland, 1985
- Mylothris talboti Berger, 1980
- Mylothris yulei Butler, 1897 – Yule's Dotted Border

## Hình ảnh

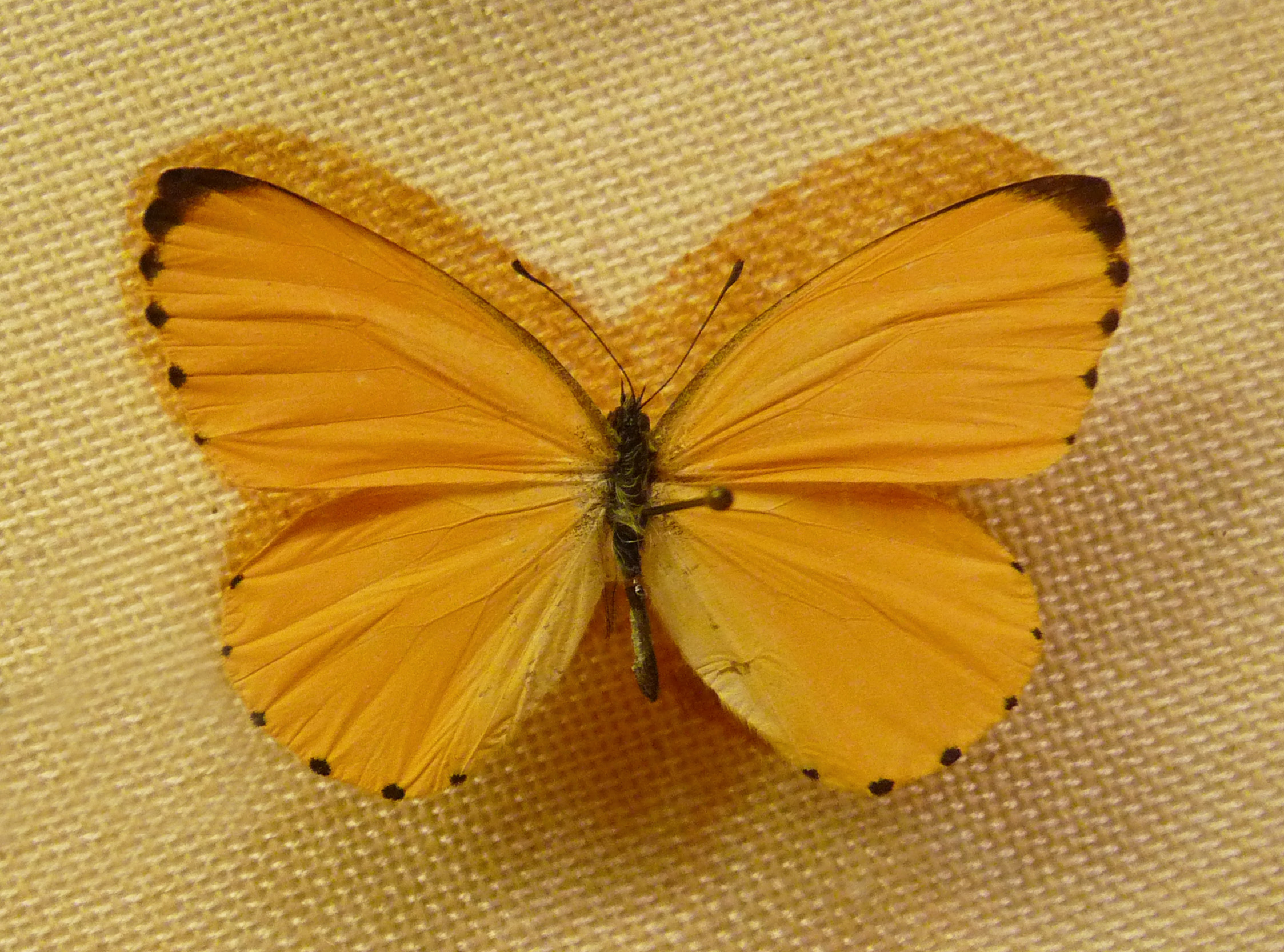